# 張攀
張 攀（ちょう はん、生没年不詳）は、五胡十六国時代の後燕の人物。

## 生涯
後燕に仕え、驃騎大将軍慕容農の長史に任じられていた。
385年3月、慕容農は高邑に至り、従事中郎眭邃を遣わしたが、期日に還ってこなかった。張攀は「眭邃は配下を使って、我らを欺くために還らぬのであり、軍を戻して対策を図るべきです」と進言した。
慕容農は応じず、仮の勅令で眭邃を高陽郡太守に任じ、配下で北方に家がある者を悉く帰した。代わりに太守を3人、長史20余人を補任した。慕容農は張攀に進言の誤りを指摘した。
これ以後の事績は、史書に記されていない。